# Villers-lès-Nancy
Villers-lès-Nancy là một xã của tỉnh Meurthe-et-Moselle, thuộc vùng Grand Est, đông bắc nước Pháp. Xã này nằm ở khu vực có độ cao trung bình 208 mét trên mực nước biển.
Villers-lès-Nancy là một ngoại ô của Nancy. 
Thị trấn này kết nghĩa với Oerlinghausen, Đức, từ năm 1988